# Elezioni parlamentari in Senegal del 2001
Le elezioni parlamentari in Senegal del 2001 si tennero il 29 aprile per il rinnovo dell'Assemblea nazionale.

## Risultati
| Liste                                              | Voti      | %     | Seggi |
| -------------------------------------------------- | --------- | ----- | ----- |
| Coalizione Sopi (PDS - LD/MPT - CDP - MSU)         | 931 617   | 49,58 | 89    |
| Partito Socialista                                 | 326 126   | 17,36 | 10    |
| Alleanza delle Forze del Progresso                 | 303 150   | 16,13 | 11    |
| Partito Africano per la Democrazia e il Socialismo | 76 102    | 4,05  | 2     |
| Unione per il Rinnovamento Democratico             | 69 109    | 3,68  | 3     |
| Partito Liberale Senegalese                        | 17 240    | 0,92  | 1     |
| Partito del Progresso e della Cittadinanza         | 17 122    | 0,91  | 1     |
| Alleanza per il Progresso e la Giustizia           | 15 048    | 0,80  | 1     |
| Raggruppamento Nazionale Democratico               | 13 286    | 0,71  | 1     |
| Partito dell'Indipendenza e del Lavoro             | 10 854    | 0,58  | 1     |
| Altri                                              | 99 192    | 5,28  | –     |
| Totale                                             | 1 878 846 | 100   | 120   |

- I seggi della Coalizione Sopi risultano così ripartiti: 81 PDS, 6 LD/MPT, 1 CDP, 1 MSU